# Euros Lyn
Euros Lyn é um diretor de televisão galês. Ele nasceu em 1971 e estudou na Ysgol Gyfun Ystalyfera e na Universidade de Manchester.
Até 2010, ela já havia dirigido nove episódios de Doctor Who. Lyn ganhou o prêmio BAFTA Cymru de 2009 na categoria "melhor diretor" pelo trabalho em "Silence in the Library" enquanto o episódio, cuja direção foi de sua responsabilidade, "The Girl in the Fireplace" ganhou o Prêmio Hugo de melhor apresentação dramática, forma curta. Em 2008, ele dirigiu os cinco episódios da terceira temporada de Torchwood, um spin-off de Doctor Who.
Lyn dirigiu o primeiro episódio da série Inspector George Gently, baseada no romance de Alan Hunter, assim como o episódio "The Blind Banker", de Sherlock, pelo qual ganhou outro BAFTA Cymru de melhor diretor, em 2011. Além de ter sido premiado em 2009 e 2011, ele já havia ganho o prêmio pela direção da série Belonging em 2004.